# Народно-демократична ліга молоді
Наро́дно-демократи́чна лі́га мо́лоді (НДЛМ)  — всеукраїнська молодіжна громадська організація.

## Історія
Створена рішенням Установчого з'їзду 30 травня 1997 року. Зареєстрована Міністерством юстиції України 5 лютого 1998 року.
У своїй діяльності організація керується Статутом, Програмним маніфестом, іншими документами, прийнятими З'їздом, Радою та Правлінням НДЛМ.
Серед ініціаторів утворення НДЛМ були представники наступних авторитетних громадських і політичних організацій — Народно-демократична партія, Асоціація молодих політиків і політологів, Союз українського студентства, Студентська профспілка «Поступ».
НДЛМ представлена, а її територіальні та місцеві осередки юридично зареєстровані у всіх регіонах України.
НДЛМ є членом Національної Ради молодіжних організацій України, яка в свою чергу входить до платформи молодіжного руху України — Українського молодіжного форуму.

## Мета та завдання
Головна мета діяльності організації - залучення якнайширших верств молоді до розбудови України як демократичної, правової, соціальної держави, сприяння розвитку справедливого (відкритого) громадянського суспільства, здійснення діяльності, спрямованої на задоволення та захист соціальних, економічних, політичних, творчих та інших спільних інтересів її членів.
Основні завдання організації:
- створення сприятливих умов для професійного та духовного вдосконалення членів організації;
- сприяння розвитку освіти молоді шляхом створення сприятливих умов для запровадження розгалуженої системи підготовки та перепідготовки молодих фахівців;
- сприяння пошуку, підтримці та підготовці молодих фахівців у всіх сферах людської діяльності та залучення їх до роботи в організації;
- сприяння дослідженням та розробці ефективних політичних, економічних та правових механізмів проведення реформ, покращення соціально-економічного становища в Україні;
- сприяння підготовці проєктів нормативних актів з питань, що випливають із завдань організації, зокрема, в сфері розвитку економіки суспільства;
- сприяння розробці програм організації, популяризації та поширення ідей демократичної політики;
- сприяння становленню громадянського суспільства в Україні;
- сприяння розвитку культури і збереженню культурних цінностей;
- сприяння розвитку міжнародного співробітництва з питань, що входять до завдань організації;
- вивчення та узагальнення передового досвіду в усіх галузях громадянської діяльності та сприяння впровадженню його в практику, зокрема, шляхом внесення пропозицій до органів влади.

## Програми та проєкти
У НДЛМ є такі цікаві та важливі проєкти, програми, дії:
- Міжнародна програма Студентська республіка

;
- Лобіювання прийняття спеціального закону «Про студентське самоврядування»[3][4];
- Конкурс «Кращий студент України» (раніше «Студент року»)[5];
- Проєкт для молодих родин «За збереження родини»[6];
- Видання у понад 50 вишах студентського бюлетеню «ЗаДіло!»[7];
- Фестиваль «Нівроку»[8];
- Започаткування руху Доброчинних студентських загонів;
- Проведення «Стін любові» до Дня святого Валентина;
- Турніри з міні-футболу серед студентських команд на Кубок Президента України;
- Підтримка рухів і фестивалів «Мафія»[9], Квест, Дебати, «Перша леді» [10];
- Проєкт адвокатів для студентів «Студентське право»;
- Проєкт із актуалізації творчості Тараса Шевченка «Доле, де ти?»;
- Мережа креативних клубів «Рейвах»;
- Обговорення змін до законодавства щодо молодіжних організацій, проблем молоді взагалі;
- Інші заходи.

## Персоналії
У лавах Ліги є школярі, студенти, підприємці, фермери, науковці та політики. В українському суспільстві вже сформувалася ціла генерація відомих людей, для яких НДЛМ стала невід'ємною частиною їх життя.
Активними НДЛМіцями були А.Пінчук, депутат Київради В.Філіппов, підприємці М.Бейлін, В.Шостак, державні службовці: В.Максак, Б.Назаренко, О.Сергієнко, С.Глущик, громадські діячі: Г.Федорченко, С.Ужва, А.Шинькович, депутат Дніпропетровської міськради В.Басій і багато інших.
З 1997 по 2003 роки організацію очолював Костянтин Ващенко, екс-Голова Державного комітету України з питань регуляторної політики та підприємництва.
З жовтня 2003 року по 2007 рік НДЛМ очолював Володимир Крутько, на сьогодні — член Правління НДЛМ, ексдепутат Київської обласної ради.
З 2007 року Головою НДЛМ є громадський діяч Павло Вікнянський.